# Годі спати! (альбом)
«Годі спати!» — шостий студійний альбом українського гурту «Гайдамаки», випущений 2013 року. 

## Запис
Запис альбому зроблено у Варшаві на Медіа Студіо у відомого польського продюсера Пьотра «Дзікі» Ханцевича, з яким ГАЙДАМАКИ вже співпрацювали у 2009 році. До співпраці над альбомом долучилися іспанці CHE SUDAKA, відомі британські рейвери Apollo 440, польський реггей-виконавець Каміл Беднарек, колишній вокаліст No Smoking Orchestra Еміра Кустуріци Dr Nelle Karajlic, українка Каша Сальцова, майстер горлового співу з Сибіру тувинець Альберт Кувезін, канадський скрипаль-віртуоз Василь Попадюк та інші цікаві артисти. Альбом «Годі спати!», записаний українськими музикантами в Європі за участю світових зірок, можна сміливо вважати справжньою європейською роботою світового рівня, одним з найсильніших Українських рок-альбомів останніх часів!
Як і раніше, музика рідної землі залишається основою творчості гурту. Але в новій роботі зʼявилося відчутно більше рокової важкості в звучанні, а соціальна, ба навіть бунтарська складова стала характерною рисою нового альбому ГАЙДАМАКІВ. Мабуть, саме тому можна сказати, що «Годі спати!» вийшов альбомом по-справжньому «гайдамацьким»!

## Музиканти
- Олександр Ярмола — спів, сопілка, коса, вірші
- Роман Дубонос — труба
- Андрій Слепцов — гітара
- Дмитро Кушнір — барабани
- Дмитро Кірічок — бас-гітара

## Запрошені музиканти
- Дмитро Мотузок — акордеон
- Др. Нелле Карайліч
- Гурт «Че Судака»
- Каміл Беднарка
- Каша Сальцова (Крихітка)
- Альберт Кувезін (Ят Ха)
- Марися Юрчишин (Толгає)
- Василь Попадюк

## Композиції
1. Хто Не Любить Гайдамаків (0:52)
2. Гайдамацька (3:22)
3. Ace Of Spades (2:52)
4. Передзвони мені пізніше (3:29)
5. Окружна (3:14)
6. Літо (4:25)
7. Меч Арея (4:43)
8. Гей Іване! (3:52)
9. Мафія (4:10)
10. Ефір (3:13)
11. Поки не кінчиться дощ (4:37)
12. Дівчина з Дніпра (4:24)
13. Птахи (3:53)

## Презентація альбому
Презентація альбому відбулася 13 квітня 2013 року у концертному залі Crystal Hall у Києві. Гостей зустрічали козаки з Братства Козацького Бойового Звичаю Спас. Вітати музикантів прийшли фани, друзі, український бомонд. Вечір був насичений емоціями та чесною чоловічою природою, адже Гайдамацька музика — це щира та незалежна українська рок-музика, без жодного прогинання і загравання, безкомпромісний патріотичний рок без шароварщини та фальшу, без награного позитиву та прагнення бути добрим для всіх… Заклик до боротьби, співзвучний нашому часу, який чітко проходить через весь альбом та закладений в самій його назві — «Годі спати!».